# Li Jishen
Li Jishen ou Li Chi-shen (5 de novembro de 1885 – 9 de outubro de 1959) foi um oficial militar e político chinês, general do Exército Nacional Revolucionário da República da China, vice-presidente da República Popular da China (1949–1954), Vice-presidente do Congresso Nacional do Povo (1954–1959), vice-presidente da Conferência Consultiva Política do Povo Chinês (1949–1959) e fundador e primeiro presidente do Comitê Revolucionário do Kuomintang (1948–1959). 
Inicialmente um defensor de Chiang Kai-shek e do Kuomintang, Li Jishen ajudou a expurgar e assassinar comunistas no massacre de Xangai em 1927, mas acabou se tornando um dos principais rivais internos de Chiang. Li acusou Chiang de fraqueza face à agressão japonesa e de submissão aos interesses financeiros ocidentais. Os dois finalmente chegaram a um entendimento, e Li passou a ocupar comandos militares durante a Segunda Guerra Sino-Japonesa. No entanto, após o fim da guerra, novos desentendimentos com Chiang levaram à expulsão de Li do Kuomintang. Depois disso, por um tempo, ele se tornou líder do Comitê Revolucionário dissidente do Kuomintang (RCCK), depois mudou de lado e se juntou aos comunistas, colaborando com Mao Tsé-Tung e ocupando cargos políticos na nova República Popular da China.
Li se casou várias vezes e teve muitos filhos. Um de seus filhos, Li Peiyao, também atuou como presidente do RCCK.

## Biografia
Li nasceu no condado de Cangwu, Wuzhou, Guangxi, em 1886.  Sua família possuía terras e alguns de seus ancestrais eram estudiosos confucionistas. Sua mãe morreu quando ele tinha quatro anos. Li matriculou-se na Escola Secundária de Wuzhou, onde estudou com o líder direitista do Kuomintang, Hu Hanmin. Em 1904 ingressou na Academia do Exército Acelerado de Liangguang do Exército Imperial Qing em Guangdong. Após a formatura, três anos depois, ele foi selecionado para estudos avançados na Academia de Oficiais do Exército de Beiyang, em Pequim (que mais tarde se tornou a Academia Militar de Baoding). Ele interrompeu seus estudos após a revolta de Wuchang, em outubro de 1911, para servir como chefe do Estado-Maior da 22ª Divisão do exército revolucionário em Jiangsu. Após o estabelecimento da República da China, Li completou seus estudos e permaneceu na academia de Pequim, hoje chamada de Colégio do Estado-Maior Militar, desta vez como instrutor. 

## Carreira militar e Kuomintang

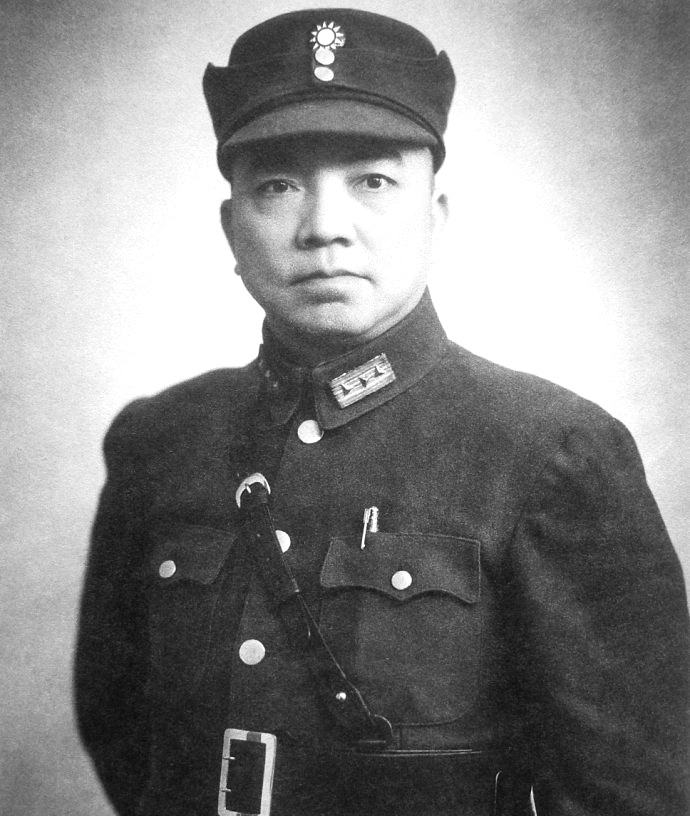
Li Jishen de uniforme.

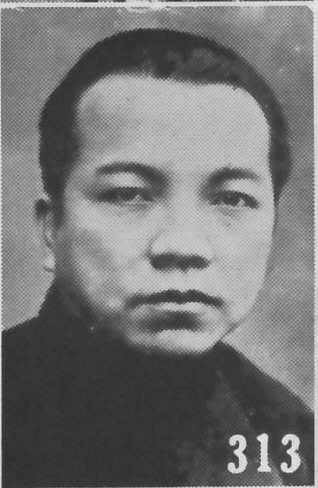
Li Jishen conforme retratado em As biografias mais recentes de dignitários chineses.

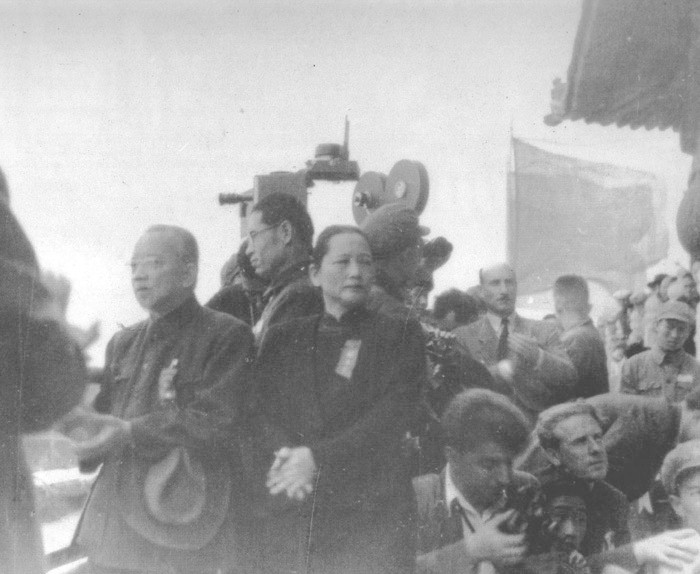
Li Jishen (à esquerda) ao lado de Soong Ching-ling na cerimônia de fundação da República Popular da China em 1º de outubro de 1949.

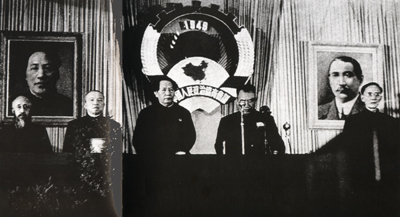
Cerimónia de abertura da Primeira Sessão Plenária da Conferência Consultiva Política do Povo Chinês em Setembro de 1949. Da esquerda para a direita: Shen Junru, Li Jishen, Mao Zedong, Zhu De, Guo Moruo.

Li retornou a Guangdong em 1921 a convite do chefe do Estado-Maior do Exército de Guangdong, Deng Keng (邓铿). Deng foi assassinado em março de 1922 e Chen Jiongming deu um golpe em junho daquele ano, que Li ajudou a reprimir. Para isso, recebeu o comando da 1ª Divisão do Exército. 
Em 1924, depois de servir brevemente como comissário de reconstrução da área de West River-Wuzhou e como comandante da guarnição de Wuzhou, Li tornou-se vice-reitor da recém-criada Academia Militar de Whampoa sob Chiang Kai-shek. Após a morte de Sun Yat-sen em março de 1925, o governo de Guangdong foi reorganizado como Governo Nacional, e Li foi nomeado comandante do 4º Exército, que anteriormente era o Exército de Guangdong. Ele passou o ano seguinte destruindo o poder restante de Chen Jiongming. 
Quando a Expedição do Norte começou em julho de 1926, o 4º Exército de Li juntou-se ao avanço para o norte. Durante este período, Li também serviu como governador de Guangdong, comissário de assuntos militares e presidente interino da Academia Militar de Whampoa. Em 1927, foi eleito para o Comitê Executivo Central do Kuomintang e ajudou Chiang no expurgo e massacre dos comunistas.
Em novembro de 1927, Li deixou Guangdong com Wang Jingwei para participar de uma sessão plenária do Comitê em Xangai sobre o tema da restauração da unidade do partido. Na sua ausência, Zhang Fakui deu um golpe de Estado. No entanto, oficiais leais a Li reprimiram o golpe com sucesso, forçando Zhang a se render, e Li retornou a Guangdong em 4 de janeiro de 1928. 
Em 7 de fevereiro de 1928, Li foi nomeado membro do comitê permanente da Comissão de Assuntos Militares. Ele também foi nomeado comandante-chefe do recém-criado Exército da Oitava Rota. Em 1º de março, Li tornou-se presidente da seção de Guangdong do Conselho Político do Kuomintang e, em 30 de março, foi nomeado chefe do Estado-Maior da Expedição do Norte. Durante o resto do ano, Li participou de reuniões em Pequim e serviu brevemente como comandante-chefe interino das forças nacionalistas quando Chiang Kai-shek deixou Pequim e foi para Nanjing. Ele foi nomeado para o Conselho de Estado em 8 de outubro e renunciou ao cargo de Governador de Guangdong em novembro. 

### Governo Popular de Fujian
Em 1929, Li viajou para Nanquim para participar do 3º Congresso Nacional e mediar uma disputa que havia surgido entre o governo Nacionalista e a camarilha da Nova Guangxi. No entanto, as conversações foram interrompidas em Março, os membros da camarilha foram expulsos do Kuomintang e Li foi colocado em detenção. Ele só foi libertado depois do ataque japonês a Mukden em 1931. 
Em 1933, Li juntou forças com Chen Mingshu para lançar uma revolta militar bem-sucedida em Fujian e, após a tomada inicial do poder, tornou-se presidente do Governo Popular de Fujian. No entanto, em 1934, a revolta foi esmagada por Chiang Kai-shek e Li foi forçado a fugir para Hong Kong em janeiro de 1934. 

### Segunda Guerra Sino-Japonesa
Em 1935, Li juntou-se a associados para fundar a Liga Revolucionária do Povo Chinês, que defendia a resistência contra o Japão e a derrubada do governo nacionalista. Em 1936, Li participou de uma revolta conjunta Guangdong - Guangxi contra o governo, mas após o colapso, Li retornou a Hong Kong. A ordem de prisão foi rescindida por Chiang. 
Em 1938, em nome da unidade contra a ameaça japonesa, Li foi reintegrado no Kuomintang e tornou-se novamente membro da Comissão de Assuntos Militares e do Conselho de Estado. Durante a Guerra Sino-Japonesa, Li serviu em vários postos militares. Em 1944, foi nomeado presidente do Conselho Consultivo Militar e trabalhou para consolidar a resistência contra o Japão no sul de Guangxi. No 6º Congresso Nacional do Kuomintang, em maio de 1945, Li foi eleito para o Comitê Central de Supervisão do Kuomintang e serviu como delegado à Assembleia Nacional no ano seguinte. 

### Expulsão do Kuomintang e do Comitê Revolucionário
Em 8 de março de 1947, Li emitiu uma declaração apelando à reconciliação entre o Kuomintang e o Partido Comunista Chinês. Por isso, Li foi novamente expulso do Kuomintang por ordem de Chiang, por "fazer declarações injustificadas e incitar o povo à revolta". Li começou a trabalhar para unir atuais e ex-membros do Kuomintang que se opunham a Chiang Kai-shek. Isto levou à formação do Comité Revolucionário do Kuomintang em 1948, com Li como seu primeiro presidente. 

## República Popular da China
Li deixou Hong Kong no início de 1949 e viajou para o norte, para Pequim, a convite de Mao Tsé-Tung, e ajudou nos trabalhos preparatórios para a fundação da nova República Popular da China. Após a posse do novo governo comunista, Li ocupou cargos importantes, servindo como vice-presidente da República Popular de 1949 a 1954, vice-presidente do Congresso Nacional do Povo (1954-1959) e vice-presidente do Conselho Político do Povo Chinês. Conferência Consultiva (1949–1959). Ele também foi vice-presidente da Associação de Amizade Sino-Soviética. 
Além desses cargos, em janeiro de 1953, Li foi nomeado para a comissão responsável pela elaboração da primeira Constituição da República Popular da China.
Li Jishen morreu em 9 de outubro de 1959 em Pequim devido a câncer de estômago e trombose cerebral, aos 73 anos 

## Vida pessoal
Li casou-se várias vezes, teve muitas amantes e foi pai de muitos filhos. Um de seus filhos tornou-se Reitor do Colégio Agrícola da Universidade de Lingnan durante a década de 1940. Seu segundo filho, Li Pui Kum, foi para Nova York e se formou na Universidade de Columbia. Outro filho, Li Peiyao, tornou-se presidente do Comité Revolucionário Nacional do Kuomintang na década de 1990. Três de suas filhas eram estudantes na Universidade Yenching em 1950. 